# 卡爾洛瓦茨縣
卡爾洛瓦茨縣（Karlovačka županija）是克羅地亞中部的一個縣，西北鄰斯洛文尼亞，東南鄰波黑。面積3,622平方公里，2001年人口141,787，2011年人口128,899。首府卡爾洛瓦茨。
下分五市、十七鎮。縣議會有44席。